# Daniel Golubovic
Daniel Golubovic (ur. 29 listopada 1993 w Torrance) – australijski lekkoatleta specjalizujący się w wielobojach.
Urodził się i wychował w Stanach Zjednoczonych. Ukończył studia z zakresu zarządzania na Duke University. Pierwotnie reprezentował Stany Zjednoczone. Od 2017 starał się o prawo występowania w barwach Australii, które uzyskał po trzyletniej karencji 2017–2020.
Jego pierwszym występem jako reprezentanta Australii na dużych zawodach międzynarodowych był udział w mistrzostwach świata w 2022 w Eugene, na których zajął 14. miejsce w dziesięcioboju. Zdobył srebrny medal w tej konkurencji na igrzyskach Wspólnoty Narodów w Birmingham.
Złoty medalista mistrzostw Australii z 2019.

## Osiągnięcia
| Rok  | Impreza                    | Miejsce    | Konkurencja   | Pozycja     | Wynik     |
| ---- | -------------------------- | ---------- | ------------- | ----------- | --------- |
| 2022 | Mistrzostwa świata         | Eugene     | dziesięciobój | 14. miejsce | 8041 pkt. |
| 2022 | Igrzyska Wspólnoty Narodów | Birmingham | dziesięciobój | 2. miejsce  | 8197 pkt. |
| 2023 | Mistrzostwa świata         | Budapeszt  | dziesięciobój | 12. miejsce | 8141 pkt. |
| 2024 | Mistrzostwa Oceanii        | Suva       | dziesięciobój | 2. miejsce  | 8002 pkt. |
| 2024 | Igrzyska olimpijskie       | Paryż      | dziesięciobój | 19. miejsce | 7566 pkt. |

## Rekordy życiowe
Rekordy życiowe Golubovica:
- dziesięciobój – 8336 pkt. (19 grudnia 2021, Brisbane)
- siedmiobój (hala) – 5433 pkt. (25 stycznia 2019, Nowy Jork)